# Арета (военачальник)
Арета (др.-греч. Άρέτις или др.-греч. Άρέτης) — македонский военачальник, участник Восточного похода Александра Македонского.

## Биография
Впервые Арета упомянут Аррианом при описании битвы при Гранике 334 года до н. э. Согласно античному историку, когда во время сражения у Александра Македонского сломалось копьё, то он попросил другое у царского стремянного Ареты. Однако тот не смог помочь, так как сам участвовал в сражении со сломанным копьём. В. Хеккель отмечал, что в небоевых условиях стремянными царя были специальные пажи. Однако в условиях боя эту функцию могли перепоручать кому-то из царской илы гетайров, кто сражался в непосредственной близости к царю. В таком случае Арета был гетайром и, соответственно, принадлежал к македонской аристократии. Н. Хаммонд, напротив, считал Арету царским конюхом, который сражался рядом с царём; Г. Берве и А. К. Нефёдкин — царским пажем.
В битве при Гавгамелах 331 года до н. э. лёгкая конница-продрома сариссофоров под командованием Ареты находилась на правом фланге во второй линии за гетайрами. Должность военачальника продромов Арета занял между 333 и 331 годами до н. э. сменив Протомаха. Во время сражения, когда персидская конница попыталась окружить основные силы македонян, Александр отправил ей наперерез всадников Менида. Однако Менид, вследствие несопоставимости сил, был вынужден отступить. Тогда Александр направил ему на помощь отряды продромов Ареты, пеонов Аристона и пеших наёмников, которые ценой больших потерь сумели остановить персов и расстроить их ряды. В тот момент как Александр увидел разрыв в линии левого фланга персов, он направил туда свои ударные силы, которые разорвали персидский строй. Отрезанные от основных сил всадники левого фланга персов были уничтожены отрядами Менида, Аристона и Ареты.
Во время разграбления македонского лагеря Александр послал на его спасение отряд Ареты. Македонские всадники в ходе тяжёлого боя со скифами, которые грабили обоз, сумели не только их потеснить, но и убить вождя. Ход сражения изменили присланные Дарием III бактрийцы, которые обратили отряд Ареты в бегство. Дальнейшая судьба Ареты неизвестна.
В историографии существует дискуссия о тождественности Ареты, который сражался при Гранике, и Ареты-военачальника при Гавгамелах. Н. Хаммонд считал, что конюх не мог стать командиром над всадниками. Г. Берве и А. К. Нефёдкин воспринимали Арету пажем, который мог быть повышен до военачальника. Позиция В. Хеккеля, который записал Арету в гетайры, делает их тождественность весьма вероятной.